# 陳正祥 (地理學家)
陳正祥（1922年—2003年）是一位臺灣地理學家。

## 生平
1922年出生於浙江温州樂清。1942年国立中央大学地理系畢業後留任助教。此後留學日本、英國、澳大利亞等國，獲理學博士學位。1948年執教台灣大學農業經濟系，1963年任香港中文大學地理學講座教授。曾在世界各地講學。後移居義大利，領導世界農業經濟學者協會和國際地理學會合作的土地利用調查研究，主持編輯出版了五大卷的世界農業地理圖集。

## 荣誉
陳正祥先生是世界著名的地理學家和生態學家，國際上最有成就和聲望的華裔地理學家。曾任聯合國世界農業地理委員會主席、國際能源委員會主任、“世界環境保護大會”主席、國際研究院“中國委員會”主席等职。他同時是世界農業地理委員會唯一的亞洲人、地理學權威刊物Geoforum國際編輯委員中唯一的臺灣學者。曾長時期擔任國際地理學會各相關委員會委員和主席。

## 著作
- <廣東地誌>（天地圖書，香港1977)中國歷史.文化地理圖冊》（東京原書房，1982）
- 《中國遊記選注（第一集）》（香港商務印書館 1979）
- 《中國文化地理》（香港三聯書店 1983)
- 《陳正祥講座教授著作目錄》（收錄1992年前中、英、德、日四種文字著述624種，包括專書和專刊256種、論文368篇）
- 《台灣地誌》 （臺北南天書局 1993）
- 《中國土地利用》 （英國麥克美倫公司 1998）
- 《西北考察記》
- 《地名大辭典》
- 《植物志》 （聯合國委託編著）

## 外部連結
- analy92. . 無名小站 （中文）.